# پیرانوز
پیرانوز (انگلیسی: Pyranose) عبارتی کلی است که دربارهٔ کربوهیدرات‌هایی بکار می‌رود که ساختار شیمیایی آن‌ها از یک حلقهٔ شش‌تایی متشکل از ۵ اتم کربن و ۱ اتم اکسیژن تشکیل شده باشد. فورانوز عبارتی کلی است که برای کربوهیدرات‌هایی به کار می‌رود که یک حلقه ۵ضلعی متشکل از ۴ اتم کربن و یک اتم اکسیژن راسی تشکیل شده‌است مثل فروکتوز.
حلقهٔ پیرانوز از واکنش یک عامل هیدروکسیل در کربن پنجم (C5) یک قند با یک عامل آلدئید در کربن اولش (C1) ایجاد می‌شود.
اگر واکنش مابین یک عامل هیدروکسیل در کربن چهارم (C4) و عامل آلدئید در کربن یک (C1) باشد، یک فورانوز پدید می‌آید.
| تتراهیدروپیران |                                             |                                                     |
| نام            | تتراهیدروپیران                              | آلفا-D-(+)-گلوکوپیرانوز                             |
| فرمول ساختاری  | Tetrahydropyran                             | α-Glucopyranose                                     |
|                | حلقهٔ تتراهیدروپیران به رنگ آبی مشخص شده‌است. | حلقهٔ تتراهیدروپیران به رنگ آبی</spaهn> مشخص شده‌است. |